# Liste der Kulturdenkmale in Rauschwalde
In der Liste der Kulturdenkmale in Rauschwalde sind sämtliche Kulturdenkmale des Görlitzer Stadtteils Rauschwalde verzeichnet, die bis September 2024 vom Landesamt für Denkmalpflege Sachsen erfasst wurden (ohne archäologische Kulturdenkmale). Die Anmerkungen sind zu beachten.
Diese Liste ist eine Teilliste der Liste der Kulturdenkmale in Görlitz.

## Liste der Kulturdenkmale in Rauschwalde
| Bild                                    | Bezeichnung | Lage                                                      | Datierung                                         | Beschreibung | ID       |
| --------------------------------------- | --- | --------------------------------------------------------- | ------------------------------------------------- | --- | -------- |
| Direkt Bild zu diesem Denkmal hochladen | Eisenbahn-Bauten unmittelbar entlang der Strecke Dresden-Görlitz auf der nördlichen Seite, entstanden im Zusammenhang mit dem Verschiebebahnhof Rauschwalde, Reihenfolge von Westen nach Osten: 1. Kleiner Bau, 2. zweigeschossiger Bau mit Satteldach, 3. kleiner Querbau, 4. zweiteiliger großer Bau (westlich mit Satteldach, östlich mit Flachdach), 5. kleiner Querbau, 6. zweigeschossiger Bau | (Strecke nach Dresden) (Karte)                            | 1906–1909                                         | Bahnstrecke Görlitz–Dresden; alle Bauten Klinker, teils mit Putzflächen, baugeschichtlich, eisenbahngeschichtlich und technikgeschichtlich von Bedeutung, seit 1999 Haltepunkt der Bahn | 09301990 |
| Direkt Bild zu diesem Denkmal hochladen | Verschiebebahnhof (ursprünglich teils preußisch, teils sächsisch) mit folgenden Gebäuden: Gebäude 5 – Halle II, Gebäude 6 – Gebäude für Materialwirtschaft Klinkermauerwerk, Gebäude 8 – Magazin, Gebäude 9 – Lager und Toiletten, Gebäude 10 – Sozialgebäude, Gebäude 11 – Bürogebäude, Gebäude 14 – Halle I, Lokschuppen, ursprünglich das westliche Drittel sächsisch, die östlichen zwei Drittel preußisch, Gebäude 15 – Sanitärgebäude, Gebäude 16 – Verwaltung, Gebäude 20 – Feuerwehr, nur alter vorderer Teil, dazu eine Kleinumladehalle, die Stellwerke B6, W5, W2, B1 und SVT (bis auf B1 und SVT ehemals mit Technik von Müller und May, ansässig auf der Reichenbacher Straße 53) | (Strecke nach Dresden) (Karte)                            | 1906 bis 1909 (1. November 1909 Inbetriebnahme)   | Alle Bauten in Klinker mit Putzflächen, Strecke nach Dresden, baugeschichtlich, eisenbahngeschichtlich und technikgeschichtlich von Bedeutung | 09280132 |
| Direkt Bild zu diesem Denkmal hochladen | Wohnanlage mit acht Mehrfamilienhäusern in geschlossener Bebauung sowie kleine Grünfläche vor Nr. 7 und 9 | Alfred-Fehler-Straße 5, 7, 9, 11, 13, 15, 17, 19 (Karte)  | Um 1920                                           | Historisierende Elemente der Heimatschutzbewegung, bewegte Dachlandschaft, baugeschichtlich und städtebaulich von Bedeutung. Wahrscheinlich genossenschaftlicher Wohnungsbau. Erhaltenswert, da völlig original erhalten: Fenster und Haustüren, hölzerne, zum Teil mit Dreiecksgiebeln versehene Dachausbauten. Nummer 11 und 19 als Randbauten mit Lisenen über 1. und 2. Obergeschoss. Fenster mit art-deco-Verdachungen. Eingänge von Nummer 11 und 19 besonders eingefasst. | 09282669 |
| Direkt Bild zu diesem Denkmal hochladen | Mietshaus | Alfred-Fehler-Straße 6 (Karte)                            | Um 1900                                           | Vorstädtischer Charakter, baugeschichtlich und städtebaulich von Bedeutung. Mittelerker mit Giebel, schlichte Putzgliederungen. | 09282688 |
| Direkt Bild zu diesem Denkmal hochladen | Gärtnerhaus | Alfred-Fehler-Straße 10 (Karte)                           | Um 1905                                           | Anspruchsvoll gegliedert mit Putzprofilen, baugeschichtlich von Bedeutung. Stand bis 13. September 2005 unter Görlitz, Stadt Ortsteil Rauschwalde, Kopernikusstraße 2. | 09282661 |
| Direkt Bild zu diesem Denkmal hochladen | Wohnhaus | Carolusstraße 14 (Karte)                                  | 19. Jahrhundert                                   | Ländlich, baugeschichtlich von Bedeutung | 09282675 |
| Direkt Bild zu diesem Denkmal hochladen | Carolus-Krankenhaus mit Kallus-Haus und vier Toreinfahrtspfeilern sowie Park als Patientengarten mit Senkgarten und Linden- und Eichenhain, dazu Teich mit Insel und Uferbefestigung, Uferbereich mit Altbaumbestand | Carolusstraße 212 (Karte)                                 | Bezeichnet mit 1927                               | Einst das Rittergut Rauschwalde, zum Krankenhaus umgebaut und als solches ab 1927 genutzt, baugeschichtlich, ortsgeschichtlich und landschaftsgestaltend von Bedeutung. Hauptbau mit Kupferturm. Eingangszone mit Art-Deco-Gestaltung, darunter die Laternen. Originale Innenausstattung. | 09282676 |
| Direkt Bild zu diesem Denkmal hochladen | Gasthof mit Hauptgebäude mit Anbauten, Stallgebäude, Nebengebäude und Gastwirtschaftsgarten mit Bäumen | Clara-Zetkin-Straße 2 (Karte)                             | 1880er Jahre                                      | Baugeschichtlich und ortsgeschichtlich von Bedeutung, Nebengebäude mit ehemals offenen Holz-Arkaden | 09280136 |
| Direkt Bild zu diesem Denkmal hochladen | Mietshaus in geschlossener Bebauung (vom Typus) | Clara-Zetkin-Straße 7 (Karte)                             | Bezeichnet mit 1898                               | Baugeschichtlich und städtebaulich von Bedeutung | 09280139 |
| Direkt Bild zu diesem Denkmal hochladen | Wohnhaus | Clara-Zetkin-Straße 9 (Karte)                             | Um 1800                                           | Ländlich, baugeschichtlich von Bedeutung, Fenstereinbruch oben links und an der Giebelseite | 09280140 |
| Direkt Bild zu diesem Denkmal hochladen | Doppelwohnhaus | Clara-Zetkin-Straße 13, 15 (Karte)                        | Um 1905                                           | Baugeschichtlich und städtebaulich von Bedeutung, Nummer 15 mit neuen Fenstern, nicht dem Bau entsprechend | 09280141 |
| Direkt Bild zu diesem Denkmal hochladen | Doppelwohnhaus mit Einfriedung | Clara-Zetkin-Straße 17, 19 (Karte)                        | Um 1908                                           | Baugeschichtlich und städtebaulich von Bedeutung, originale Fenster, Nummer 19 mit farbigen Bleiglasfenstern im Treppenhaus | 09280143 |
| Direkt Bild zu diesem Denkmal hochladen | Mietshaus in geschlossener Bebauung (vom Typus) | Clara-Zetkin-Straße 23 (Karte)                            | Um 1900                                           | Baugeschichtlich und städtebaulich von Bedeutung, Klinkergliederung | 09280145 |
| Direkt Bild zu diesem Denkmal hochladen | Mietshaus in offener Bebauung | Clara-Zetkin-Straße 27 (Karte)                            | Um 1900                                           | Mit Laden, baugeschichtlich und städtebaulich von Bedeutung, städtischer Mietshaustyp, Klinkergliederung, Laden mit originaler Front | 09280147 |
| Direkt Bild zu diesem Denkmal hochladen | Doppelwohnhaus | Clara-Zetkin-Straße 29, 31 (Karte)                        | Um 1880                                           | Baugeschichtlich von Bedeutung, ländlich, Nummer 29: noch schöne Putzprofile, leider neue Fenster | 09280148 |
| Direkt Bild zu diesem Denkmal hochladen | Mietshaus in geschlossener Bebauung | Clara-Zetkin-Straße 39 (Karte)                            | Um 1912                                           | Baugeschichtlich und städtebaulich von Bedeutung, großer Erker, originale Haustür, hübsche gesprosste Windfangtür. | 09282654 |
| Direkt Bild zu diesem Denkmal hochladen | Mietshaus in geschlossener Bebauung | Clara-Zetkin-Straße 41 (Karte)                            | 1912                                              | Baugeschichtlich und städtebaulich von Bedeutung, großer Erker, sparsame Putzgliederungen, originale Haustür. | 09282653 |
| Direkt Bild zu diesem Denkmal hochladen | Mietshaus in geschlossener Bebauung | Clara-Zetkin-Straße 43 (Karte)                            | 1912                                              | Bauherr war E. Thiem, baugeschichtlich und städtebaulich von Bedeutung, großer Erker, sparsame Putzgliederungen, originale Haustür. | 09282652 |
| Direkt Bild zu diesem Denkmal hochladen | Mietshaus in geschlossener Bebauung | Clara-Zetkin-Straße 45 (Karte)                            | Um 1912                                           | Baugeschichtlich und städtebaulich von Bedeutung, großer Erker, sparsame Putzgliederungen, originale Haustür, innen gesprosste Windfangtür mit geätzten Scheiben. | 09282651 |
| Direkt Bild zu diesem Denkmal hochladen | Mietshaus in geschlossener Bebauung | Clara-Zetkin-Straße 49 (Karte)                            | Um 1912                                           | Baugeschichtlich und städtebaulich von Bedeutung, Laden mit originaler Front. Kolossalpilaster und Ornamente, wie in der Zeit typisch, originale Haustür. | 09282656 |
| Direkt Bild zu diesem Denkmal hochladen | Mietshaus in geschlossener Bebauung (vom Typus) | Clara-Zetkin-Straße 50 (Karte)                            | Um 1912                                           | Baugeschichtlich und städtebaulich von Bedeutung | 09282655 |
|                                         | Denkmal für die Gefallenen des Ersten Weltkrieges mit umgebender Baumpflanzung | Diesterwegplatz (in der Platzmitte) (Karte)               | 1926                                              | Ortsgeschichtlich von Bedeutung, das Denkmal wird von vier Stieleichen (Quercus robur) umstanden | 09282671 |
| Weitere Bilder                          | Christuskirche Rauschwalde | Diesterwegplatz (an der südwestlichen Platzseite) (Karte) | Weihe 17.06.1938                                  | Vom Berliner Architekten Otto Bartning entworfen, zwischen Heimatstil und Moderne, unter der Kirche zeitgleich entstandener Luftschutzkeller, baugeschichtlich und ortsgeschichtlich von Bedeutung. Bau nach vorn basilikal abgestuft. Turm asymmetrisch links. Originaler Kellenputz, gesprosste Fenster. Der Luftschutzkeller entspricht dem am 4. Mai 1937 in Kraft getretenen Luftschutzgesetz. | 09282670 |
| Direkt Bild zu diesem Denkmal hochladen | Bauernhaus und Stallgebäude | Elsternweg 3, 3a (Karte)                                  | 18. Jahrhundert                                   | Bauernhaus Obergeschoss Fachwerk, baugeschichtlich und wirtschaftsgeschichtlich von Bedeutung. Stallgebäude gehörte möglicherweise zum ehemaligen Gut. Durch Teilung des Grundstücks Hausnr. 3 und 3a. | 09282679 |
| Direkt Bild zu diesem Denkmal hochladen | Vier Mehrfamilienwohnhäuser einer Wohnanlage der Reichsbahn | Feuerbachstraße 1, 2, 3, 4 (Karte)                        | Um 1920                                           | Baugeschichtlich und sozialgeschichtlich von Bedeutung | 09277251 |
| Direkt Bild zu diesem Denkmal hochladen | Wohnhaus | Friedrich-Ebert-Straße 58 (Karte)                         | 3. Viertel 19. Jahrhundert                        | Ländlich, baugeschichtlich von Bedeutung | 09282649 |
| Direkt Bild zu diesem Denkmal hochladen | Mietshaus in geschlossener Bebauung | Friedrich-List-Straße 6 (Karte)                           | Nach 1905                                         | Baugeschichtlich und städtebaulich von Bedeutung, mit Dreiecksgiebel | 09282686 |
| Direkt Bild zu diesem Denkmal hochladen | Mietshaus in geschlossener Bebauung | Friedrich-Naumann-Straße 2 (Karte)                        | Um 1890                                           | Baugeschichtlich und städtebaulich von Bedeutung | 09280131 |
| Direkt Bild zu diesem Denkmal hochladen | Mietshaus in geschlossener Bebauung | Friedrich-Naumann-Straße 4 (Karte)                        | Um 1890                                           | Baugeschichtlich und städtebaulich von Bedeutung | 09280130 |
| Direkt Bild zu diesem Denkmal hochladen | Mietshaus in geschlossener Bebauung | Friedrich-Naumann-Straße 12 (Karte)                       | Um 1906                                           | Baugeschichtlich und städtebaulich von Bedeutung. Schlichte, etwas neuklassizistische Fassade. | 09280129 |
| Direkt Bild zu diesem Denkmal hochladen | Wohnhaus | Friedrich-Naumann-Straße 32 (Karte)                       | Um 1900                                           | Vorstädtischer Charakter, baugeschichtlich und städtebaulich von Bedeutung | 09282687 |
| Direkt Bild zu diesem Denkmal hochladen | Mietshaus in geschlossener Bebauung (vom Typus) | Helmut-von-Gerlach-Straße 12 (Karte)                      | Um 1905                                           | Baugeschichtlich und städtebaulich von Bedeutung. Anschlussbauten der geschlossenen Bebauung nicht ausgeführt. Schlichte Putzgestaltung an der Fassade. Originale Fenster, originale Hausausstattung. | 09280160 |
| Direkt Bild zu diesem Denkmal hochladen | Mietshaus | Helmut-von-Gerlach-Straße 14 (Karte)                      | Um 1905                                           | Doppelhaus mit Helmut-von-Gerlach-Straße 12, baugeschichtlich und städtebaulich von Bedeutung | 09307372 |
| Direkt Bild zu diesem Denkmal hochladen | Mietshaus, nach links in offener Bebauung | Helmut-von-Gerlach-Straße 15 (Karte)                      | Um 1910                                           | Baugeschichtlich und städtebaulich von Bedeutung. Hofseitig verglaste Holzveranden. Mittelrisalit mit Giebel. Putzgestaltung. | 09280164 |
| Direkt Bild zu diesem Denkmal hochladen | Doppelmietshaus | Helmut-von-Gerlach-Straße 16, 18 (Karte)                  | Um 1905                                           | Baugeschichtlich und städtebaulich von Bedeutung. Jeweils ein Mittelrisalit mit Zwerchgiebel. Schlichte Putzgestaltung, etwas klassizistisch zopfig. | 09280161 |
| Direkt Bild zu diesem Denkmal hochladen | Mietshaus in geschlossener Bebauung, mit Nebengebäude | Helmut-von-Gerlach-Straße 17 (Karte)                      | Um 1908                                           | Baugeschichtlich und städtebaulich von Bedeutung. Schlichte Putzgestaltung. Nebengebäude Waschhaus, dessen Sockel mit bunten Kacheln verkleidet. Innen Vorderhaus Terrazzo-Mosaikfußboden, siehe auch Nummer 19. | 09280165 |
| Direkt Bild zu diesem Denkmal hochladen | Mietshaus in geschlossener Bebauung | Helmut-von-Gerlach-Straße 19 (Karte)                      | Um 1906                                           | Baugeschichtlich und städtebaulich von Bedeutung, Gestaltung siehe Nummer 17 | 09280166 |
| Direkt Bild zu diesem Denkmal hochladen | Drei Mehrfamilienwohnhäuser einer Wohnanlage, in geschlossener Bebauung | Helmut-von-Gerlach-Straße 21, 23, 25 (Karte)              | 1920er Jahre                                      | Baugeschichtlich und städtebaulich von Bedeutung. Häuser mit einheitlicher, schlichter Gestaltung im Heimatstil. Mansarddach, holzverkleidete Giebel, Dachfenster mit Holz. Mittlere Eingangstür herausgehobene Gestaltung. Überall schöne originale Fenster und Haustüren. | 09280153 |
| Direkt Bild zu diesem Denkmal hochladen | Doppelwohnhaus für Eisenbahner mit zwei Hofgebäuden | Helmut-von-Gerlach-Straße 26a, 26b (Karte)                | 1905/1906                                         | Baugeschichtlich und sozialgeschichtlich von Bedeutung. Typische Reichsbahnarchitektur mit Klinkergliederungselementen und Putzflächen. Originale Fenster. Die Hofgebäude nahmen ehemals die Toiletten, das Waschhaus, Aschetonnen und Schuppen auf, bestehen völlig aus Klinker. | 09280163 |
| Direkt Bild zu diesem Denkmal hochladen | Wohnhaus für Eisenbahner mit einem Hofgebäude | Helmut-von-Gerlach-Straße 28a, 28b (Karte)                | Um 1905                                           | Baugeschichtlich und sozialgeschichtlich von Bedeutung. Haus in typischer Reichsbahnarchitektur, Klinkerarchitekturelemente, Flächen verputzt. Hofgebäude enthielt ursprünglich unter anderem die Toiletten und das Waschhaus, vergleiche auch Nummer 38. | 09280152 |
| Direkt Bild zu diesem Denkmal hochladen | Mietshaus in nach links geschlossener Bebauung | Helmut-von-Gerlach-Straße 30 (Karte)                      | Um 1906                                           | Baugeschichtlich und städtebaulich von Bedeutung | 09280156 |
| Direkt Bild zu diesem Denkmal hochladen | Mietshaus in geschlossener Bebauung, Eckhaus | Helmut-von-Gerlach-Straße 32 (Karte)                      | Um 1906                                           | Baugeschichtlich und städtebaulich von Bedeutung | 09280157 |
| Direkt Bild zu diesem Denkmal hochladen | Mietshaus in geschlossener Bebauung (vom Typus) | Helmut-von-Gerlach-Straße 33 (Karte)                      | Um 1905                                           | Baugeschichtlich und städtebaulich von Bedeutung. Merkwürdiger kurzer geschlossener Straßenzug. Schlichte Fassadengestaltung, etwas Jugendstil-Nachwirkung. | 09280154 |
| Direkt Bild zu diesem Denkmal hochladen | Mietshaus in nach links geschlossener Bebauung, Eckhaus | Helmut-von-Gerlach-Straße 35 (Karte)                      | Um 1906                                           | Baugeschichtlich und städtebaulich von Bedeutung | 09280155 |
| Direkt Bild zu diesem Denkmal hochladen | Wohnhaus für Eisenbahner, mit Hofgebäude | Helmut-von-Gerlach-Straße 38a, 38b (Karte)                | Um 1905                                           | Baugeschichtlich und sozialgeschichtlich von Bedeutung. Vergleiche Nummer 28, gleiche Angaben. | 09280159 |
| Direkt Bild zu diesem Denkmal hochladen | Bauernhof mit Wohnhaus, Scheune, Seitengebäude und Hofeinfahrt | Karl-Eichler-Straße 9 (Karte)                             | Bezeichnet mit 1879, Ursprung sicher älter        | Baugeschichtlich und wirtschaftsgeschichtlich von Bedeutung. Letztes Haus dieses Weges. Stand bis 2003 irrtümlich unter „Weidenweg 30“ in der Denkmalliste. | 09282650 |
| Direkt Bild zu diesem Denkmal hochladen | Gasthof mit Verandaanbau | Käthe-Kollwitz-Straße 24 (Karte)                          | Um 1900                                           | Baugeschichtlich und ortsgeschichtlich von Bedeutung. Zur Straße Veranda-Anbau, nach hinten großer Saalanbau aus den 1920er Jahren, letzterer nicht schützenswert. Bis 2009 irrtümlich unter Nummer 22 in der Denkmalliste erfasst, laut ALK-Daten Nummer 24. | 09280137 |
| Direkt Bild zu diesem Denkmal hochladen | Wohnhaus in offener Bebauung | Käthe-Kollwitz-Straße 142 (Karte)                         | Um 1880                                           | Vielleicht alte Schule, baugeschichtlich von Bedeutung | 09280179 |
| Direkt Bild zu diesem Denkmal hochladen | Wohnhaus | Kopernikusstraße 6 (Karte)                                | Bezeichnet mit 1899                               | Repräsentativ mit großem Mittelrisalit mit Giebel, Klinker, baugeschichtlich von Bedeutung | 09280151 |
| Direkt Bild zu diesem Denkmal hochladen | Mietshaus in vom Typus geschlossener Bebauung | Kopernikusstraße 8 (Karte)                                | Um 1905                                           | In den Obergeschossen Klinker, baugeschichtlich und städtebaulich von Bedeutung | 09280150 |
| Direkt Bild zu diesem Denkmal hochladen | Wohnhaus | Kopernikusstraße 44 (Karte)                               | Bezeichnet mit 1896                               | Baugeschichtlich von Bedeutung | 09282648 |
| Direkt Bild zu diesem Denkmal hochladen | Wohnhaus, frei stehend | Maxim-Gorki-Straße 9 (Karte)                              | Bezeichnet mit 1898                               | Baugeschichtlich von Bedeutung. Vorstädtisches Haus. Putzornamentik. | 09282685 |
| Direkt Bild zu diesem Denkmal hochladen | Mehrfamilienhaus einer Wohnanlage der Reichsbahn | Maxim-Gorki-Straße 14, 16 (Karte)                         | Um 1925                                           | Baugeschichtlich und sozialgeschichtlich von Bedeutung. Mit mittlerem Dachausbau mit Dreiecksgiebel. Gurtgesimse und andere Profile. Zwei Eingänge, diese durch Putznutungen hervorgehoben. Dachausbauten mit Holz verblendet. Originale Fenster und Türen. | 09282683 |
| Direkt Bild zu diesem Denkmal hochladen | Mehrfamilienhaus einer Wohnanlage der Reichsbahn | Maxim-Gorki-Straße 18, 20 (Karte)                         | Um 1925                                           | Baugeschichtlich und sozialgeschichtlich von Bedeutung. Mit mittlerem Dachausbau mit Dreiecksgiebel. Gurtgesimse und andere Profile. Zwei Eingänge, diese durch Putznutungen hervorgehoben. Dachausbauten mit Holz verblendet. Originale Fenster und Türen. | 09282684 |
| Direkt Bild zu diesem Denkmal hochladen | Mehrfamilienhaus der Wohnanlage Paul-Taubadel-Straße | Paul-Taubadel-Straße 2 (Karte)                            | Um 1930                                           | Baugeschichtlich und sozialgeschichtlich von Bedeutung. Bestandteil der Wohnanlage Paul-Taubadel-Straße 2, 4, 6, 8, 10. Sehr schöne einheitliche, original erhaltene Gestaltung mit Klinkersockel, Eingänge in Klinker gefasst. Originale Fenster mit grünem Rahmen. Dreieckige Dachfenster. Treppenhaus eingezogen, Klinker mit Fensterband. | 09282663 |
|                                         | Schule | Paul-Taubadel-Straße 3 (Karte)                            | Bezeichnet mit 1910 (Schule); 1936/37 (Turnhalle) | Mächtiger Bau mit Mittelrisalit und Mansarddach in neuklassizistischen Formen, baugeschichtlich und ortsgeschichtlich von Bedeutung. In der Schule schönes schmiedeeisernes Jugendstilgeländer. | 09282682 |
| Direkt Bild zu diesem Denkmal hochladen | Mehrfamilienhaus der Wohnanlage Paul-Taubadel-Straße, mit drei Eingängen | Paul-Taubadel-Straße 4, 6, 8 (Karte)                      | Um 1930                                           | Baugeschichtlich und sozialgeschichtlich von Bedeutung. Bestandteil der Wohnanlage Paul-Taubadel-Straße 2, 4, 6, 8, 10. Sehr schöne einheitliche, original erhaltene Gestaltung mit Klinkersockel, Eingänge in Klinker gefasst. Originale Fenster mit grünem Rahmen. Dreieckige Dachfenster. Nummer 6 als Mittelbau besitzt ein risalitartig vorgezogenes Treppenhaus. | 09282664 |
| Direkt Bild zu diesem Denkmal hochladen | Villa mit rückseitigem Saalanbau | Paul-Taubadel-Straße 5 (Karte)                            | Um 1905                                           | Möglicherweise Pfarrhaus der evangelischen Christuskirchengemeinde, baugeschichtlich von Bedeutung | 09282668 |
| Direkt Bild zu diesem Denkmal hochladen | Mehrfamilienhaus der Wohnanlage Paul-Taubadel-Straße | Paul-Taubadel-Straße 10 (Karte)                           | Um 1930                                           | Baugeschichtlich und sozialgeschichtlich von Bedeutung. Bestandteil der Wohnanlage Paul-Taubadel-Straße 2, 4, 6, 8, 10. Sehr schöne einheitliche, original erhaltene Gestaltung mit Klinkersockel, Eingänge in Klinker gefasst. Originale Fenster mit grünem Rahmen. Dreieckige Dachfenster. Treppenhaus eingezogen, Klinker mit Fensterband. | 09282665 |
| Direkt Bild zu diesem Denkmal hochladen | Mehrfamilienhaus mit vier Eingängen | Paul-Taubadel-Straße 12, 14, 16, 18 (Karte)               | 1914                                              | Baugeschichtlich und sozialgeschichtlich von Bedeutung, Wohnanlage mit den Nummern 20 bis 24 | 09277252 |
| Direkt Bild zu diesem Denkmal hochladen | Mietshaus in geschlossener Bebauung (vom Typus) | Paul-Taubadel-Straße 48 (Karte)                           | Um 1905                                           | Baugeschichtlich und städtebaulich von Bedeutung, originale Türen | 09282666 |
| Direkt Bild zu diesem Denkmal hochladen | Mietshaus in geschlossener Bebauung (vom Typus) | Paul-Taubadel-Straße 50 (Karte)                           | Um 1905                                           | Baugeschichtlich und städtebaulich von Bedeutung | 09282667 |
| Direkt Bild zu diesem Denkmal hochladen | Transformatorenhäuschen | Reichenbacher Straße (Ecke Clara-Zetkin-Straße) (Karte)   | 1920er Jahre                                      | Technikgeschichtlich von Bedeutung, einfache Lisenengestaltung | 09280138 |
| Direkt Bild zu diesem Denkmal hochladen | Fabrik für Ziegeleimaschinen und vorübergehend auch Dampfmaschinen, mit Verwaltungsgebäude und zwei großen Hallen | Reichenbacher Straße 3 (Karte)                            | 1899                                              | Gegründet 1888 von Ingenieur Wilhelm Roscher, der bis 1899 im Hof der Dresdner Straße 7 produzierte, baugeschichtlich, ortsgeschichtlich und technikgeschichtlich von Bedeutung. Auf dem Grundstück befand sich eine Ziegelei als Prüffeld für die Maschinen. Haupthalle parallel zur Straße, ein Bau in die Tiefe des Grundstücks reichend und ein weiterer Bau hinten rechts. Kesselhaus um 1994 abgerissen, Plan 1900 zeigt Ziegelei und Fabrik. Fabrik für Ziegeleimaschinen und vorübergehend auch Dampfmaschinen. Durch einen Brand am 25. Februar 2019 großflächig zerstört. | 09282635 |
| Direkt Bild zu diesem Denkmal hochladen | Wohnhaus in geschlossener Bebauung (vom Typus) | Reichenbacher Straße 6 (Karte)                            | 1850er Jahre                                      | Baugeschichtlich von Bedeutung | 09282634 |
| Direkt Bild zu diesem Denkmal hochladen | Transformatorenhäuschen | Reichenbacher Straße 11 (Karte)                           | Bezeichnet mit 1926                               | Technikgeschichtlich von Bedeutung. Klinker, schöne Gliederungen. Inschrift „Erbaut 1926 Stadt Görlitz“. | 09282636 |
| Direkt Bild zu diesem Denkmal hochladen | Wohnhaus | Reichenbacher Straße 40 (Karte)                           | Bezeichnet mit 1925                               | Anspruchsvoll mit Zwerchhäusern im Walmdach, Ballkonanbau, Gurtgesimsen, baugeschichtlich von Bedeutung. Sehr gediegen mit Granitsockel, verschiedenen Profilen und Gesimsen. Dachausbau mit Dreiecksgiebel, halbrunde Veranda, hinten nachträglicher Verandaanbau. | 09282638 |
| Direkt Bild zu diesem Denkmal hochladen | Tischlerei-Fabrik | Reichenbacher Straße 42 (Karte)                           | Um 1880                                           | Baugeschichtlich und ortsgeschichtlich von Bedeutung. Oben mit Zinnen, ursprünglich Fensterläden, mittig nachträglicher Pfortenanbau. | 09282639 |
| Direkt Bild zu diesem Denkmal hochladen | Mietshaus in geschlossener Bebauung (vom Typus) | Reichenbacher Straße 43 (Karte)                           | Um 1890                                           | Baugeschichtlich und städtebaulich von Bedeutung | 09282641 |
| Direkt Bild zu diesem Denkmal hochladen | Hauptbau und vorderer Teil des flachen Anbaus, dazu straßenbegleitende Fassadenteile | Reichenbacher Straße 53 (Karte)                           | Nach 1910                                         | Baugeschichtlich und ortsgeschichtlich von Bedeutung. Fassadenteile auf Flurstück 913/7 und 913/8, Fabrik auf Flurstück 913/8. | 09289062 |
| Direkt Bild zu diesem Denkmal hochladen | Gasthof | Reichenbacher Straße 61 (Karte)                           | 1. Hälfte 19. Jahrhundert                         | Einst Ausspanne, im Obergeschoss Saal, Krüppelwalmdach, ohne eingeschossige Anbauten, baugeschichtlich und ortsgeschichtlich von Bedeutung. Schützenswert hinten links die offene Kolonnade, die im rechten Teil geschlossen wurde. Alle Holzteile original, anspruchsvoll. | 09285382 |
| Direkt Bild zu diesem Denkmal hochladen | Mietshaus in geschlossener Bebauung, mit zwei Läden | Reichenbacher Straße 69 (Karte)                           | Um 1906                                           | Baugeschichtlich und städtebaulich von Bedeutung. Läden mit originaler Front, Haus herrschaftlich mit großem Mittelerker ersten bis dritten Obergeschoss. | 09280121 |
| Direkt Bild zu diesem Denkmal hochladen | Mietshaus in geschlossener Bebauung | Reichenbacher Straße 71 (Karte)                           | Um 1905                                           | Mit Laden, Fassade mit Jugendstilelementen, baugeschichtlich und städtebaulich von Bedeutung. Aufwändige neuklassizistische und jugendstilige Gestaltung, zopfiger Mittelerker im 1. und 2. Obergeschoss. | 09280120 |
| Direkt Bild zu diesem Denkmal hochladen | Wohnhaus, nach links in geschlossener Bebauung | Reichenbacher Straße 73 (Karte)                           | Um 1900                                           | Recht herrschaftlich mit großem Mittelerker über 1. und 2. Obergeschoss, Erdgeschoss durch neue Läden gestört, baugeschichtlich und städtebaulich von Bedeutung | 09280119 |
| Direkt Bild zu diesem Denkmal hochladen | Mietshaus in halboffener Bebauung | Reichenbacher Straße 75 (Karte)                           | Um 1890                                           | Mit Laden, baugeschichtlich und städtebaulich von Bedeutung, Laden mit Front aus 20er Jahren. | 09280118 |
| Direkt Bild zu diesem Denkmal hochladen | Mietshaus in geschlossener Bebauung | Reichenbacher Straße 77 (Karte)                           | Um 1900                                           | Mit Laden, baugeschichtlich und städtebaulich von Bedeutung. Haus mit Laden mit alter Schaufenster-Innengestaltung, wohl ehemals Bäckerei. Klinkersockel. | 09280117 |
| Direkt Bild zu diesem Denkmal hochladen | Mietshaus in geschlossener Bebauung | Reichenbacher Straße 79 (Karte)                           | Um 1890                                           | Mit Laden, baugeschichtlich und städtebaulich von Bedeutung. Eckhaus zur Friedrich-Naumann-Straße. Laden mit schöner originaler Front. Ecke Balkon im 1. Obergeschoss mit Gitter. | 09280116 |
| Direkt Bild zu diesem Denkmal hochladen | Mietshaus in geschlossener Bebauung, Eckhaus zur M.-Gorki-Straße | Reichenbacher Straße 80 (Karte)                           | Um 1907                                           | Mit Laden, baugeschichtlich und städtebaulich von Bedeutung, Laden mit originaler Front | 09282643 |
| Direkt Bild zu diesem Denkmal hochladen | Mietshaus in nach links offener Bebauung | Reichenbacher Straße 82 (Karte)                           | Bezeichnet mit 1901                               | Baugeschichtlich und städtebaulich von Bedeutung, weiße Verblender, Putzgliederung | 09282644 |
| Direkt Bild zu diesem Denkmal hochladen | Wohnhaus mit Anbau | Reichenbacher Straße 86 (Karte)                           | 18. Jahrhundert                                   | Eingeschossig mit Mansarddach, baugeschichtlich von Bedeutung | 09282645 |
| Direkt Bild zu diesem Denkmal hochladen | Wohnhaus an der Straße | Reichenbacher Straße 87 (Karte)                           | Um 1885                                           | Bau mit aufwertender Architekturgliederung, hofumschließendes Nebengebäude wahrscheinlich ehemals Ausspanne, dieses kein Denkmal, baugeschichtlich von Bedeutung. Straßenfassade Wirtschaftstrakt entstellend geglättet. | 09280114 |
| Direkt Bild zu diesem Denkmal hochladen | Doppelmietshaus in geschlossener Bebauung (vom Typus) | Reichenbacher Straße 88, 90 (Karte)                       | Um 1925                                           | Baugeschichtlich von Bedeutung. Art-Deco-Gestaltung, Gurtgesimse, rechts und links Balkons. Originale Haustür. | 09282646 |
| Direkt Bild zu diesem Denkmal hochladen | Wohnhaus in geschlossener Bebauung | Reichenbacher Straße 96 (Karte)                           | Um 1850                                           | Baugeschichtlich von Bedeutung. Erdgeschoss durch neuen Ladeneinbau entstellt. Drempelgeschoss, Putznutungen im Erdgeschoss. | 09282647 |
| Direkt Bild zu diesem Denkmal hochladen | Mietshaus in geschlossener Bebauung | Reichenbacher Straße 110 (Karte)                          | Um 1890                                           | Baugeschichtlich und städtebaulich von Bedeutung, Hofgebäude hübsch, aber desolat, Hofgebäudeabbruch 2009 festgestellt | 09280122 |
| Direkt Bild zu diesem Denkmal hochladen | Mietshaus in geschlossener Bebauung | Reichenbacher Straße 112 (Karte)                          | Um 1890                                           | Baugeschichtlich und städtebaulich von Bedeutung. Erdgeschoss etwas geglättet, mit neuen Fenstern. 1. Obergeschoss und Dachlandschaft original. | 09280325 |
| Direkt Bild zu diesem Denkmal hochladen | Mietshaus in geschlossener Bebauung | Reichenbacher Straße 114 (Karte)                          | Um 1890                                           | Baugeschichtlich und städtebaulich von Bedeutung | 09280124 |
| Direkt Bild zu diesem Denkmal hochladen | Mietshaus in geschlossener Bebauung | Reichenbacher Straße 116 (Karte)                          | Um 1890                                           | Mit Laden, baugeschichtlich und städtebaulich von Bedeutung, Laden nicht original | 09280125 |
| Direkt Bild zu diesem Denkmal hochladen | Mietshaus mit zwei Läden in geschlossener Bebauung | Reichenbacher Straße 118 (Karte)                          | Um 1890                                           | Baugeschichtlich und städtebaulich von Bedeutung, Läden mit älteren Fronten | 09280126 |
| Direkt Bild zu diesem Denkmal hochladen | Wohnhaus in geschlossener Bebauung konzipiert | Reichenbacher Straße 124, 126 (Karte)                     | 1931                                              | Mit zwei Läden, zeittypischer Putzbau, architekturgeschichtlich und ortsgeschichtlich von Bedeutung. Wohnhaus des Consum-Vereins zu Görlitz. Zwei Brandmauern. Bauhaus-Stil mit großen, eher liegenden Fenstern, Fenster durch Gesimse zu Bändern zusammengefasst. Originale Fenster. Erdgeschossfront leicht wieder in originalen Zustand zu bringen. | 09280127 |
| Direkt Bild zu diesem Denkmal hochladen | Wohnhaus | Reichenbacher Straße 128 (Karte)                          | 1870er Jahre                                      | Eingeschossig, mit Drempel, baugeschichtlich von Bedeutung | 09280128 |
| Direkt Bild zu diesem Denkmal hochladen | Wohnhaus in offener Bebauung | Reichenbacher Straße 134 (Karte)                          | Um 1910                                           | Mit Laden, baugeschichtlich von Bedeutung | 09282728 |
| Direkt Bild zu diesem Denkmal hochladen | Parkanlage mit Einfriedung und Pergola | Reichertstraße (Nähe Reichenbacher Straße) (Karte)        | 1950er Jahre                                      | Gartenkünstlerisch von Bedeutung | 09282524 |
| Direkt Bild zu diesem Denkmal hochladen | Doppelwohnhaus | Rosa-Luxemburg-Straße 2, 4 (Karte)                        | Um 1925                                           | Baugeschichtlich von Bedeutung. Zwei halbrunde Veranden, ein Dreiecksgiebel, Putzprofile. | 09282660 |
| Direkt Bild zu diesem Denkmal hochladen | Wohnhaus | Rosa-Luxemburg-Straße 14 (Karte)                          | Um 1880                                           | Aufwändige Fassade, baugeschichtlich von Bedeutung | 09282659 |
| Direkt Bild zu diesem Denkmal hochladen | Villa | Rosa-Luxemburg-Straße 16 (Karte)                          | 1890er Jahre                                      | Gründerzeitlicher Putzbau mit Gesprengegiebel, baugeschichtlich von Bedeutung, Heimatstil der 1890er Jahre mit Fachwerk, „malerisch“ verwinkelt | 09282658 |
| Direkt Bild zu diesem Denkmal hochladen | Wohnhaus | Rosa-Luxemburg-Straße 26 (Karte)                          | Um 1890                                           | Vorstädtischer Charakter, baugeschichtlich von Bedeutung, Putzgliederungen | 09282657 |
|                                         | Wasserturm | Stadtgraben (Karte)                                       | Um 1909                                           | Klinker, eisenbahngeschichtlich und technikgeschichtlich von Bedeutung. Der Wasserturm am Stadtgraben wurde zwischen 1907 und 1909 für die Wasserversorgung des westlich der Görlitzer Innenstadt neu errichteten Verschiebe- und Güterbahnhofs Schlauroth gebaut. Sein kreisrunder Turmschaft aus roten Klinkern verjüngt sich konisch und ist im Sinne eines technischen Funktionsbaus nur zurückhaltend verziert. Die Übergangszonen zwischen Sockel und Schaft bzw. unterhalb des auskragenden Behältergeschosses sind jeweils durch einen leicht hervortretenden Zierfries betont. Schmale Schlitzfenster aus Glasbausteinen beleuchten die beiden Ebenen des Turmschaftes. Das Behältergeschoss kragt über einer verputzten Hohlkehle aus, ist mit Wellblech verkleidet und wird von einem Kegeldach mit Entlüftungshaube abgeschlossen. Der stählerne Wasserbehälter (Typ Intze) wurde von der Maschinenfabrik J. E. Christoph A.G. aus Niesky gefertigt. Er ist mit 300 m³ Fassungsvermögen verhältnismäßig groß dimensioniert, was dem beträchtlichen Ausmaß des zu versorgenden Bahnhofareals geschuldet war. Als Zeugnis des zentralen Rangierbahnhofs im Eisenbahnknoten Görlitz kommt dem Wasserturm eine eisenbahngeschichtliche und technikgeschichtliche Bedeutung zu. | 09282423 |

## Tabellenlegende
- Bild: Bild des Kulturdenkmals, ggf. zusätzlich mit einem Link zu weiteren Fotos des Kulturdenkmals im Medienarchiv Wikimedia Commons. Wenn man auf das Kamerasymbol klickt, können Fotos zu Kulturdenkmalen aus dieser Liste hochgeladen werden:
- Bezeichnung: Denkmalgeschützte Objekte und ggf. Bauwerksname des Kulturdenkmals
- Lage: Straßenname und Hausnummer oder Flurstücknummer des Kulturdenkmals. Die Grundsortierung der Liste erfolgt nach dieser Adresse. Der Link (Karte) führt zu verschiedenen Kartendiensten mit der Position des Kulturdenkmals. Fehlt dieser Link, wurden die Koordinaten noch nicht eingetragen. Sind diese bekannt, können sie über ein Tool mit einer Kartenansicht einfach nachgetragen werden. In dieser Kartenansicht sind Kulturdenkmale ohne Koordinaten mit einem roten bzw. orangen Marker dargestellt und können durch Verschieben auf die richtige Position in der Karte mit Koordinaten versehen werden. Kulturdenkmale ohne Bild sind an einem blauen bzw. roten Marker erkennbar.
- Datierung: Baubeginn, Fertigstellung, Datum der Erstnennung oder grobe zeitliche Einordnung entsprechend des Eintrags in der sächsischen Denkmaldatenbank
- Beschreibung: Kurzcharakteristik des Kulturdenkmals entsprechend des Eintrags in der sächsischen Denkmaldatenbank, ggf. ergänzt durch die dort nur selten veröffentlichten Erfassungstexte oder zusätzliche Informationen
- ID: Vom Landesamt für Denkmalpflege Sachsen vergebene, das Kulturdenkmal eindeutig identifizierende Objekt-Nummer. Der Link führt zum PDF-Denkmaldokument des Landesamtes für Denkmalpflege Sachsen. Bei ehemaligen Kulturdenkmalen können die Objektnummern unbekannt sein und deshalb fehlen bzw. die Links von aus der Datenbank entfernten Objektnummern ins Leere führen. Ein ggf. vorhandenes Icon  führt zu den Angaben des Kulturdenkmals bei Wikidata.

## Ausführliche Denkmaltexte
1. ↑  Verschiebebahnhof:
  - Gebäude 5 – Halle II: langer eingeschossiger Bau, Fachwerk mit Klinkerausfachung, teilweise Klinkermauerwerk. Flachgeneigtes Satteldach, doppeltes Hängesprengwerk mit Mittelstützen, Kantholzsparren.
  - Gebäude 6 – Gebäude für Materialwirtschaft: Klinkermauerwerk, bei 60 m² Grundfläche vier Meter hoch
  - Gebäude 8 – Magazin: zweigeschossig, typische anspruchsvolle Bahnarchitektur mit dem Wechsel von glatt verputzten Flächen und Klinkermauerwerk, in letzterem die architektonischen Gliederungselemente in verschiedenen Zierformen
  - Gebäude 9 – Lager und Toiletten: eingeschossig, typische anspruchsvolle Bahnarchitektur mit dem Wechsel von glatt verputzten Flächen und Klinkermauerwerk
  - Gebäude 10 – Sozialgebäude: eingeschossig, Klinkermauerwerk
  - Gebäude 11 – Bürogebäude: zweigeschossig mit Drempelgeschoss, typische anspruchsvolle Bahnarchitektur mit dem Wechsel von glatt verputzten Flächen und Klinkermauerwerk, in letzterem die architektonischen Gliederungselemente in verschiedenen Zierformen
  - Gebäude 14 – Halle I: typische anspruchsvolle Bahnarchitektur in Klinker, teilweise glatt verputzte Flächen. Großer Bau in mehreren Segmenten mit Satteldach. Letzteres mit Stahlstützen mit Stahlfachwerkbindern, teilweise Holzbinder mit Oberlichtern. Ortsfeste Kranbahnen.
  - Gebäude 15 – Sanitärgebäude: zweigeschossig, Klinkermauerwerk
  - Gebäude 16 – Verwaltung: zweigeschossig mit Drempelgeschoss, typische anspruchsvolle Bahnarchitektur mit dem Wechsel von glatt verputzten Flächen und Klinkermauerwerk, in letzterem die architektonischenGliederungselemente in verschiedenen Zierformen
  - Gebäude 20 – Feuerwehr, nur alter vorderer Teil: eingeschossig, typische anspruchsvolle Bahnarchitektur mit dem Wechsel von glatt verputzten Flächen und Klinkermauerwerk, in letzterem die architektonischenGliederungselemente in verschiedenen Zierformen
  - Stellwerk B1 sowie Kleinumladehalle: typische anspruchsvolle Bahnarchitektur mit dem Wechsel von glatt verputzten Flächen und Klinkermauerwerk
  - Stellwerk SVT: Fassaden stark übergangen
  - Straßenbrücke bei B1 (ein Bogen, Granit) in der Maxim-Gorki-Straße vor 2011 abgebrochen (Ersatzneubau)
2. ↑  Beschreibung des Gartendenkmals Carolus-Krankenhaus (Ragnhild Kober, 10. September 2008):

  - Einfriedung: im Süden Tor mit vier Pfeilern aus bossierten Granitsteinen mit Abdeckplatten, links und rechts je ein Eingang für Personen, in der Mitte für Fahrzeuge, ehemals mit Toren versehen, die Angeln teilweise erhalten, auf den Pfeilern des Fahreinganges je eine Sandsteinfigur (liegende Löwen)
  - Erschließung: vor dem Hauptgebäude eine Zufahrt mit Wendekreis (Neuanlage, Granitkleinsteinpflaster, anden Rändern Rinnen, Fußwegebereich mit Betongehwegplatten, Granitkantensteine, eine Parkfläche für Behinderte)
  - Patientengarten: im Norden ein Park mit geschwungen verlaufenden Wegen und Bäumen unterschiedlicher Arten (u. a. eine große mehrstämmige Buche) sowie ein Lindenhain und ein Eichenhain, ein Senkgarten mit Stützmauern und Sitzplätzen sowie Beet- und Rasenflächen, eine Treppe aus Granitblockstufen und ein kleiner oberer Platz der die Verbindung des Senkgartens mit dem Park herstellt
  - Wasserelemente: Teich, Ufermauer aus rechteckig behauenen Granitsteinen, auf der nördlichen Ufermauer Reste von Pfeilern des ehemaligen Geländers, Fontäne in der Mitte des Teiches, im Nordwesten der Uferbefestigung eine in den Teich führende mit Granitsteinen gepflasterte Rampe, im West-Bereich des Teiches eine Insel, eine auf die Insel führende Treppe mit vier Stufen in deren Uferbefestigung eingeschnitten
  - Gehölze: auf der Insel und um den Teich Altbaumbestand mit Solitärbäumen und Baumgruppen (Linden, Kastanien, Eichen, Erlen)
3. ↑  Beschreibung des Gartendenkmals Parkanlage an der Reichertstraße (Ragnhild Kober, 10. September 2008?):

  - Am Eingangsbereich an der Reichertstraße ein Schild mit geschnitzten Holzbuchstaben: „Grünanlage und / Kinderspielplatz / Birkenwäldchen“
  - Geschichte: 1925 Eingemeindung von Rauschwalde, 20er und 30er Jahre Stadterweiterung und Errichtung von kommunalen Mietshäusern an der Reichert- und Büchtemannstraße, 50er Jahre weitere Wohnbauten auf Ackerflächen von Rauschwalde und Gestaltung des ehemals privaten Birkenhaines zu einer öffentlichen Grünanlage sowie Anlage des Eingangsbereiches mit einer Pergola, Ende der 50er Jahre Parkerweiterung nach Plänen des Gartendirektors von Görlitz Henry Kraft und Anlage des Parks durch NAW-Einsätze (Nationales Aufbauwerk) der Bürger
  - Gartenteile: an der Reichertstraße Eingangsbereich mit Pergola, Nordostbereich mit Parkraum und Staudenanlage, Südostbereich mit Parkraum, Südwestbereich mit Teich und Sitzplatz, Nordwestbereich mit Birkenhain und Spielplatz
  - Einfriedungszaum mit Sockel aus Betonelementen und halbrundem Abdeckstein aus Beton, Pfeilern aus verputztem Mauerwerk und Abdeckplatten aus Beton und Zaunfeldern aus Metallkonstruktion, zwischen den drei Pfeilern der Pergola an der Grenze zum Bürgersteig zwei höhere Zaunfelder aus Metallkonstruktion
  - Erschließung: im Nordosten an der Reichertstraße Eingangsbereich mit kleiner Platzfläche und Pergola, geschwungen verlaufendes Wegesystem, wassergebundene Decke, Kantensteine aus Granit, im Nordostbereich durch den Birkenhain ein geschwungen verlaufender, leicht ansteigender Weg mit Banknischen, im Südosten des Teiches ein etwas abgesenkt liegender Sitzplatz mit je zwei Blockstufen aus Granit an den einmündenden Wegen im Osten und Norden und einer kleinen Stützmauer aus Trockenmauerwerk. (Granitsteinquader) im Südwesten (von hier ehemals freier Blick zum Teich und über diesen hinweg zum Nordostbereich)

  - Bodenrelief: landschaftliche Bodemodellierung
  - Staudengarten: Sitzplatz mit polygonalen Schieferplatten und zwei Bänken mit Betonsockeln, Holzauflagen und Holzlehne, eine kleine Staudenfläche an der Spitze einer Wegeeinbindung, eine in der Grundfläche dreieckige Staudenanlage, ein Weg aus polygonalen Schieferplatten in der Staudenfläche zwei Säulewacholder
  - Spielplatz: kleine Drehscheibe, ein Spielhäuschen, von dessen Dach eine Rutsche in einen Sandkasten führt, Schachbrett mit Schachfeldern aus schwarzen und weißen Betonplatten, eine Plattenfläche aus polygonalen Schieferplatten, eine Banknische
  - Gartenbauten: am Zugangsbereich an der Reichertstraße Pergola mit sieben Pfeilern aus bossiertem Sandstein mit Abdeckplatten aus bossiertem Sandstein und Holzauflage, der Grundriss der Pergola eher ein offener Raum mit drei Pfeilern direkt an der Grenze zum Bürgersteig, rechtwinklig dazu zwei Pfeiler und zu diesen wieder im rechten Winkel drei Pfeiler parallel zum Fußweg, zwei Bänke mit Betonsockeln, Holzauflagen und Lehnen
  - Wasserelemente: ehemaliger Teich (mit Birkensämlingen und Ahornsämlingen zugewuchert)
  - Gehölze: der Baumbestand der Anlage wird bestimmt durch Birken, Schwarzkiefern, Eichen, Mehlbeeren, im Nordwestbereich ein Birkenhain, am Sitzplatz im Südwesten des Teiches ein Solitärbaum (Platane) und ein Baumpaar (zwei dreistämmige Linden), am Südrand des Teiches ein Solitärbaum (Trauerweide), an der Staudenanlage Lärchen, am Teich Weiden, am Spielplatz eine Blutbuche, eine Lärche, ein Birnbaum und ein Apfelbaum, an Wegeecken kriechender Wacholder, an der Reichertstraße eine niedrige geschnittene Hecke (Spiraea bumalda)
  - Bemerkung: bemerkenswert sind die Bodenmodellierung, die straff landschaftlich geführten Wege und die weiten Parkräume mit den Gruppierungen von Bäumen und Sträuchern